# 足利直冬
足利 直冬（あしかが ただふゆ）は、南北朝時代の武将。
室町幕府将軍・足利尊氏の落胤。尊氏の同母弟・直義の養子となる。観応の擾乱を機に尊氏と対立・抗争を繰り広げて南北朝時代を激化させたが、尊氏の死後は勢力が衰え、備後宮内合戦を最後に消息不明となった。

## 生涯

### 出自・幼少期
父は足利尊氏。母は側室・越前局（太平記『流布本』より。『西源院本』では「越後殿」、『神田本』『玄玖本』では「越前殿」とされる）。生年は嘉暦2年（1327年）とする『足利将軍家系図』の説が最も根強いとされる。
直冬の母である越前局に関しては『太平記』に「古ヘ将軍ノ忍テ一夜通ヒ給タリシ越前ノ局ト申ス女房ノ腹ニ出来タリシ人トテ」とあるのが唯一のものである。つまり、若い頃の尊氏が越前局という出自の分からない女性の所へ忍び通って生ませた子であるとされる。幼名は新熊野（いまくまの）と号した（『尊卑分脈』）。
幼少時は実父である尊氏に認知されず、相模鎌倉の東勝寺（神奈川県鎌倉市）において喝食となる。東勝寺における生活態度は明らかではないが、後年の行状から僧侶として修行に専念していたとは考えられず、問題児であったとされている。
『太平記』によれば興国6年/貞和元年（1345年）頃に還俗し、東勝寺の僧侶である円林に伴われて上洛した。この時、人を介して密かに尊氏に父子としての対面を求めたが、尊氏はこれを許さなかった。そのため当時、朝廷や武家の間に出入りして学問の講義をしていた独清軒玄慧法印の所で勉強しながら、京都でのわび住まいをしていた。
独清軒玄慧法印は直冬を見所があると思い、尊氏の弟である直義に相談した。直義はその紹介を受けて直冬と面会して引き取ったが、尊氏からは父子としての対面は許されなかった。当時、直義には子が無かったため、直義の養子となり、時期不明だが直義に一字を与えられて直冬と名乗る。『師守記』には康永3年（興国5年/1344年）6月17日条には「今日左兵衛督直義朝臣子息、実将軍子息也、学問始」という記述があり、同年の段階では既に直義の養子になっていたことが分かる。しかし学問始などは幼年期に行なうものであり、当時18歳だった直冬とは考えにくい。田辺久子は直冬の異母弟・基氏のことと推測している。基氏は直義の猶子になっているし、直冬が上洛したのはこの翌年のためという事情もある。
だが、その後も数年は尊氏との対面は許されずに認知されていなかった。また、『太平記』（巻32）によれば、直冬は「継母の讒」によって数年にわたって諸所を漂泊しなければならなかったとする記述があるが、これは尊氏の正室である赤橋登子の讒言によって直冬をはじめとする庶子が排除されていたことを指すとされている。
なお、ここまでの「直冬が冷遇されていた」とする記録は『太平記』にしかみえず、尊氏との関係については再考の余地がある。
直冬の確実な初見史料は、貞和4年/正平3年（1348年）4月16日の足利直義の書状である。少なくともこれ以前には直義の養子になっていたと推測される。

### 初陣
正平3年/貞和4年（1348年）に紀伊など各地で南朝勢力が強大になり、尊氏は放置できない状況となる。直義はその討伐に直冬の起用を進言し、尊氏は嫌々ながらもこれを受け入れたとされる。尊氏が討伐軍の大将に直冬を任命したという事は、尊氏が直冬に父子の名乗りを挙げた、つまり認知したという事になる。直義は光厳上皇の院宣を奉じ、直冬は従四位下左兵衛佐に叙任されて討伐軍の大将として初陣を飾った。
直冬は5月28日に出陣し、その日は東寺に宿泊した。6月18日に紀伊に向けて進発した。直冬は3か月の間、南朝方の軍勢と攻防戦を繰り返しながら各地を転戦し、9月28日に目的を達して引き揚げた。直冬は南朝の軍勢を破り、大きな戦功を立てた。しかし尊氏は直冬が戦功を立てた事を内心で苦々しく思い、義詮、赤橋登子や高師直、仁木義長、細川顕氏らも冷たい態度を示したと『太平記』にはある。ただ一方で養父の直義や一部の武将からはその能力と共に高く評価された。そして、この時の一件が尊氏や義詮に対する憎悪へと変貌していく一因となる。
なお、このとき尊氏が直冬を冷遇したとする根拠は「仁木・細川と同列に扱ったこと」とされている。元々仁木氏・細川氏は足利一門の中でも家格が低かったが、この時期は重用されており、両氏と同列に扱われたことは幕府要人の仲間入りを果たしたと肯定的に解釈できるという指摘もある。

### 長門探題就任と観応の擾乱
直義は尊氏や重臣らの動きを見て、直冬をしばらく京都から離れさせたほうがよいと考えた。『太平記』によれば、直義の猶子である直冬の凱旋に対して、足利家家中から冷ややかな視線が存在したと記されている。正平4年/貞和5年（1349年）4月7日に直冬は備後浄土寺の長老に対して西国下向の旨を報じて祈祷を依頼しているため、それ以前に直義の提案で直冬は長門探題に任命され、京都を出発したと考えられる。直冬の長門派遣の理由は、高師直に対する直義の対抗策とする説と、後に関東地方に設置された鎌倉府の西国版を構想していたとする説がある。長門探題は備後・備中・安芸・周防・長門・出雲・因幡など西国を管領し、対モンゴル襲来に備えて設置された職だが、これは鎌倉幕府で常置されていたものの室町幕府では常置されていた職ではない。つまり尊氏が直冬を遠ざけるために特別に設置された職であった。しかし新たに設置された職のため、また尊氏の息子であるため仁科盛宗ら多くの評定衆、奉行が随行した。
この頃、室町幕府では上杉氏を筆頭とした直義派と高師直らとの対立が生じ、やがて内紛に発展して観応の擾乱に至る。8月に師直の御所巻で直義の政務引退・鎌倉にいる義詮の上洛が決定。直冬は上洛しようとするが、播磨の赤松則村（円心）に阻止された。直冬は備後国の鞆津に留まり、周辺の武士に恩賞を与えて人心の掌握を図り、勢力の定着を図った。備後は長門探題の管轄であるが本国は長門であり、この地に留まる事は明らかな命令違反で尊氏も直冬に出家と上洛を通達していたが、直冬はさらに中国地方において尊氏と直義の意向と偽り軍勢を催促するなどの反逆行為を行ったため、尊氏は直冬討伐令を下した。9月13日に直冬は鞆津で師直の命令を受けた杉原又三郎ら200余騎に襲撃され、磯部左近将監や河尻幸俊らの助けを受けて海上から九州へ逃れた。
同月、肥後国河尻津（熊本県熊本市）から九州に上陸し、足利将軍家の権威を利用して国人勢力や阿蘇氏に所領を安堵するなどして足場を築いた。10月11日、直冬の九州落ちを知った幕府は直冬に出家と上洛を命じる。同様に出家を命じられた直義は危害を加えられていないため、直冬がこの命令に応じていればそれ以上の処分はなく、この出家命令は尊氏が父親として救いの手を差し伸べたものだとする見解もある。
直冬は出家命令に従わず、12月27日、幕府は再び討伐令を下した。庇護者である養父・直義が失脚していることから、京へ戻ることに身の危険を感じていたとする見解もある。当時、九州には征西将軍宮・懐良親王を擁する南朝方の菊池氏や足利方の九州探題で博多を本拠とした一色範氏（道猷）、大宰府の少弐頼尚らの勢力が鼎立していたが、直冬は、尊氏より直冬の討伐命令を受けた一色氏らと戦い、懐良親王の征西府と協調路線を取り大宰府攻略を目指した。
当初、少弐頼尚は一色氏と協調して直冬と戦っていたが、直冬の勢力が拡大すると一色氏への対抗心から正平5年/観応元年（1350年）9月に直冬を自陣営に迎える。一説によれば婿にしたと言われる。勢力を拡大した直冬らは一色氏を博多から駆逐した。なお、直冬は観応と改元された後も約1年4カ月余にわたって貞和年号を使い続けた。尊氏は直冬一党の勢力が九州全土に拡大しつつあったのを見て、直冬討伐令を出し続けたが効果は現れず、『園太暦』貞和5年（1349年）12月6日の記事には京都において直冬が九州で勢力を拡大し、高師直らを治罰するために上洛を企てているとの噂があったとしている。直冬と少弐氏との反乱を受けて、幕府では尊氏自ら九州に出兵しようとする。尊氏は中国地方の有力国人に動員令を出し、これを察知した直冬も尊氏の九州下向を阻止するために同じく中国に動員令を出している。この時、直冬は四国にも動員令を発し、所領安堵や恩賞給与なども行なっている。6月21日、尊氏は先鋒として高師泰を派遣したが、直冬方の桃井義郷が石見に下向して尊氏軍の進軍を妨害した。師泰率いる尊氏軍は石見三角城の合戦で敗れて出雲に没落した（『園太暦』観応元年（1350年）11月10日条）。しかもその最中に直義が京を脱出し、大和に逃れた。大和に逃げた直義は自らの支持勢力を集め、南朝に帰順して挙兵した。この時、尊氏は兵庫から備前三石、同福岡に滞在していたが、直義の挙兵と勢力拡大で九州下向を中止し、備前福岡から京都へ帰還しようとしたが、その間に京都の留守を任されていた義詮が直義に追い払われてしまう。尊氏は師直や義詮と共に京都奪回を図るが、直義軍との戦いで連敗して丹波・播磨へと落ち延びた。正平6年/観応2年（1351年）2月、尊氏は直義と和議を結ぶが、高師直・師泰兄弟は直義方に殺害された。こうして直義が政界に復帰し、直冬は直義の求めに応じた尊氏から3月に九州探題に任命されている。この任命により一時的とはいえ直冬の立場が完全に抜きんでる形となった（『園太暦』観応2年（1351年）3月3日条）。この事もあり、観応2年（1351年）6月10日から直冬は貞和から観応の年号を使用するようにしている。
同年7月、播磨の赤松則祐・近江の佐々木道誉が南朝に転じたとして、尊氏は近江に、義詮は播磨に出陣する事態が起きる。このとき尊氏は直冬に義詮の救援を行うよう命じており、直冬もこれに応じるべく動員令を出している（『深掘文書』）。しかし、尊氏・義詮の動向を不審に思った直義が北陸に向けて出奔。尊氏は直冬が直義に与することを危険視したのか、8月17日に直冬誅伐を命じている。
出奔した直義に対抗するため、尊氏・義詮は南朝と一時的に講和する（正平一統）。尊氏は南朝の後村上天皇と一時停戦に持ち込むことで、直義と和睦交渉を重ね、九州の一色氏も征西府と協調して勢力を巻き返した。そして尊氏は直義を追って東海道を進み、薩埵峠の戦い (南北朝時代)（静岡県静岡市清水区）、相模国早川尻（神奈川県小田原市）の戦いなどで撃ち破り、正平7年/文和元年（1352年）、交渉の末直義は尊氏と共に鎌倉へ下向、2月26日に急死する。正平一統は破綻するが、九州において直冬は孤立した。

### 尊氏との対立
直冬は以前より一貫して石見への工作を行なっており、九州での直冬勢失墜後においても、石見では直冬党が一定の勢威を保っていた。こうした事情の下、直冬は中国地方へ逃れ、長門国豊田城に拠る。
この時期の直冬の動向について、正平8年/文和2年（1353年）11月18日の一色範光書状（『薩藩旧記二十四所収』）に「直冬は中国地方に逃れた後、尊氏に降伏を申し入れたが許されなかった」という記述がある。この降伏に関する傍証として、観応3年10月30日以降の半年間、無年号で文書を発給していることが指摘されている。幕府に反意がないことを示すため、南朝の「正平」や改元された「観応」といった年号を使用せず、自身に従う者の手前幕府の「文和」も使用できなかったことから、無年号を選択したという。
その後、直冬は正平年号を使用し始めた正平8年/文和2年5月13日頃に南朝へ帰服したとみられる。旧直義派や、反尊氏勢力で南朝にも接近していた斯波高経、桃井直常、山名時氏、大内弘世らに後援され、正平9年/文和3年（1354年）5月にこれら反尊氏派の軍勢を率いて上洛を開始した。
翌正平10年/文和4年（1355年）に南朝の楠木正儀らと協力して京都から尊氏を追い、1月22日に入京した。同月29日、直冬は天神地祇に祈りを捧げており、「ここに厳親将府（尊氏）、敵陣に坐す。これに対して一歩を進めんこと冥顕測りがたし。心肝砕くるが如し。然れば即ちただ彼の左右前後の梟党（悪人）を治罰せんがためなり。全く逆徳を思いて我がために義旗を掲げず」と願文に記している（『南狩遺文』）。
その後1ヶ月あまりの間、山名氏の軍勢と共に義詮・赤松・京極（佐々木）の軍勢と激戦を展開するが、ここで直冬方は徹底的に打ち破られ主力の一角である山名勢が崩壊した。次いで直冬は東寺により衆徒と協調を保ち山門に拠った尊氏と洛中で戦うも、ここでも破れ、尊氏勢による本陣への突撃を受けたことで、京都の確保はならず3月13日に石清水八幡宮へと敗走した。なおこの間の直冬の行動について、『建武三年以来記』には東寺の方の合戦が無かった旨の記述があり、『太平記』では土岐勢桔梗一揆の攻撃を受け直冬方の武将赤松氏範が包囲されたさいにも後方から指揮を取り直冬自らは出撃しなかった逸話が紹介されており、直冬自身は一貫して後方から軍勢を指揮し陣頭に立つことは無かった。

### 晩年
正平13年/延文3年（1358年）には尊氏が死去するが、南朝勢力も幕府の度重なる攻勢の前に衰微し、正平18年/貞治2年（1363年）には大内弘世、山名時氏らも幕府に降り、直冬党は瓦解する。それは観応の擾乱より始まった、尊氏派・直義派（直冬派）による室町幕府内紛劇の終幕でもあった。正平21年/貞治6年（1366年）の書状を最後に直冬の消息は不明となる。
一説には、義詮の死後、跡を継いだ第3代将軍・足利義満と和解し、石見に隠棲する事を義満から認められたとされる。直冬の身柄は吉川氏が保護していたとされている。直冬は尊氏や義詮より長生きし、義満時代の中盤まで存命したが、その間に彼について記した文書は存在せず、どのような晩年を送っていたのかも不明である。

### 最期
直冬の没年は群書類従本『足利系図』や『南山巡狩録』では元中4年/至徳4年7月2日（1387年8月16日）とされ、『史料綜覧』巻7においては「北朝宮内大輔従四位下足利直冬卒ス」との綱文をこの説によって記載している。
『国史実録』や『鎌倉大日記』等では元中5年/嘉慶2年7月3日（1388年8月5日）に石見で死去したとしている。
『系図纂要』所収「足利将軍家系図」「歴代鎮西要略」等では応永7年3月11日（1400年4月5日）に石見で死去としている。
これらの説のうち、74歳で死去は共通しているため、元中4年や元中5年の場合は尊氏が10歳か11歳の時に直冬が生まれているために考えにくく、しかも息子とされる宝山乾珍は応永元年（1394年）生まれのため、辻褄が全く合わなくなるので説明が付かない。応永7年説を採用する場合、生年は嘉暦2年で義詮より年長になり、乾珍も68歳の時に生まれた息子として辻褄が合うため、この没年が最も有力とされる。
直冬には5人前後の息子がいたとされ、嫡男は冬氏とされている。それ以外の息子は僧籍にあったとされ、末子の宝山乾珍は絶海中津の弟子となり、相国寺鹿苑院塔主となっているが、嘉吉元年（1441年）の嘉吉の乱後に死去している。僧籍に入った息子の一人は、直冬開基と伝わる勝願寺の寺主となっており、著名な人物に江戸時代後期から明治時代に活躍した足利義山らがいる。冬氏の生没年は不明であるが、その冬氏の子である義尊は嘉吉の乱で赤松満祐に擁立されるが、幕府軍の赤松征伐で満祐が自害すると逃亡し、翌年3月に京都で畠山持国に殺害された。また義尊の弟・義将は同じく嘉吉の乱で細川氏久（勝久の父）により殺害された。これ以外に直冬に子孫がいるかどうかは不明で、いたとしても歴史の表舞台に登場する事は無く、直冬の子孫は嘉吉の乱で断絶してしまった。

## 偏諱を与えた人物
- 足利冬氏 - 嫡男
- 足利成直 - 直冬の子で冬氏の弟。詳細は不明。
- 今川直貞 - 直冬配下の武将として九州を転戦している。今川氏の一族であるが、系譜上の位置および後に九州探題となる今川貞世（了俊）との関連性は不明
- 宇都宮冬綱（城井冬綱）
- 塩冶冬貞[53] - 塩冶高貞の子（南条貞宗の兄か）
- 少弐直資 - 少弐頼尚の嫡男で、直冬の義兄弟（妻の兄弟）にあたる。正平14年／延文4年（1359年）の筑後川の戦いで戦死
- 少弐冬資 - 直資の弟
- 戸次直光
- 富田直貞（富田氏） - 月山富田城主・富田秀貞の子で塩冶高貞の従兄弟とされる[53]。直冬に従い宮兼信・氏信父子を攻撃するも敗れる[53][54]）

## 伝説地
- 天下墓（智教寺天下墓）
広島県北部の安芸高田市美土里町と島根県邑智郡邑南町との境に「天下墓（てんかばか）」なる塚と小祠がある。伝説によるとこの塚は、室町幕府最後の将軍である足利義昭の供養墓とされているが、別の伝説では足利直冬の墓とも言われている。入口には「足利氏 天下墓」の石碑がある。
- 南陽山慈恩寺（島根県江津市）
島根県江津市都治町にある南陽山慈恩寺は、晩年の足利直冬が出家隠棲した寺と言われている。寺伝によれば直冬は当地で応永7年（1400年）に74歳で入寂したと記されている。また本尊である一寸八分の観世音菩薩も直冬持念仏と伝えている。寺院内には供養堂があり、記念碑には「大檀那 足利直冬公」の俗名と「慈恩寺殿玉渓道昭居士」の法名（戒名）が刻まれる。堂内には「足利直冬像」とされる法躰像が安置されている。